# North American F-100 Super Sabre
North American F-100 Super Sabre (Super Sablja) je bilo enomotorno nadzvočno večnamensko lovsko letalo ameriškega proizvajalca North American Aviation. Razvit je bil kot bolj sposoben naslednik North American F-86 Sabre in je bil prvi ameriški lovec, ki je lahko letel nadzvočno v ravnem letu. F-100 je bil prvi v Century seriji lovcev. USAF ga je uporabljala od leta 1954 do 1972, Air National Guard (ANG) pa do 1979.
F-100 se je uporabljal kot prestreznik, lovec-bombnik in jurišno letalo. V jurišnih vlogah je potem nasledil Mach 2 Republic F-105 Thunderchief. Se je pa do prihoda LTV A-7 Corsair II. tudi F-100 uporabljal v Vietnamski vojni kot letalo za bližnjo podporo.
Zanj se uporablja tudi vzdevek "Hun" (krajšalnica za hundred). F-100 je uporabljalo veliko članic NATO pakta.
Razvoj se je začel januarja 1951, ko je North American Aviation predlagal izdelavo nadzvočnega lovca. Izdelali so prototip Sabre 45 (zaradi 45° naklona kril). Potem so prototip predelali in tako je nastal F-100. Na veliko so uporabljali tudi titanove materiale. 3. januarja 1952 je USAF naročila 2 prototipa, sledilo je 23 F-100A in avgusta še 250 F-100A.
YF-100A je prvič poletel 25. maja 1953, sedem mesecev pred rokom. Kljub temu, da je imel motor XJ57-P-7 zmanjšan potisk, je dosegel hitrost Mach 1,05. Prototip je imel številne težave v upravljanju, med testnim letom se je ubil testni pilot George Welch. Pri nizkih hitrostih je lahko letalo padlo v vrij, še posebej je bilo to nevarno na nizkih višinah, ker ni bilo na voljo dovolj časa za rešitev. Piloti so to poimenovali "Sabre dance".
Vendar so zaradi zamud pri Republic F-84F Thunderstreak, kljub temu začeli operativno uporabljati F-100A. Tactical Air Command (TAC) je zahtevalo, do zgradijo tudi bombniško verzijo, ki bo lahko nosila jedrsko orožje
Naslednik F-100 je bil Mach 2 North American F-107, ki pa ni bil uspešen. Namesto F-107 so uporabljali Republic F-105 Thunderchief.

## Tehnične specifikacije (F-100D)
Podatki iz Quest for Performance
Splošne karakteristike
- Posadka: 1
- Dolžina: 50 ft (15,2 m)
- Razpon kril: 38 ft 9 in (11,81 m)
- Višina: 16 ft 2¾ in (4,95 m)
- Površina kril: 400 ft² (37 m²)
- Teža praznega letala: 21000 lb (9500 kg)
- Naložena teža: 28847 lb (13085 kg)
- Maks. vzletna teža: 34832 lb (15800 kg)
- Pogon letala: 1 × Pratt & Whitney J57-P-21/21A turboreaktivni motor
  - Potisk motorjev (suh): 10200 lbf (45 kN)
  - Potisk motorjev z dodatnim zgorevanjem: 16000 lbf (71 kN)
- *Vitkost (krilo): 3,76

 Zmogljivost 
- Maks. hitrost: 750 vozlov (864 mph, 1390 km/h, Mach 1,3)
- Doseg: 1733 navtičnih milj (1995 mi, 3210 km)
- Višina leta: 50000 ft (15000 m)
- Hitrost vzpenjanja: 22400 ft/min (114 m/s)
- Obremenitev kril: 72,1 lb/ft² (352 kg/m²)
- Razmerje potisk/teža: 0,55
- Razmerje vzgon(upor): 13,9

Oborožitev

- Strelno orožje: 4× 20 mm (0.787 in) Pontiac M39A1 revolverski top
- Izstrelki: ** 4× AIM-9 Sidewinder ali
  - 2× AGM-12 Bullpup ali
  - 2× ali 4× LAU-3/A 2.75" nevodljive rakete[7]
- Bombe: 7040 lb (3190 kg) orožja z:
  - Konvencionalnimi bombami ali
  - Drugo:
    - Mark 7 jedrska bomba  ali
    - Mk 28 jedrska bomba
    - Mk 38 jedrska bomba
    - Mk 43 jedrska bomba

Letalska elektronika

- Minneapolis-Honeywell MB-3 avtopilot[8]
- AN/AJB-1B low-altitude bombing system
- AN/APR-26 rearward radar warning